# Окунев, Андрей Иванович
Андрей Иванович Окунев (1794—1860/1861) — протоиерей Русской православной церкви, благочинный, магистр богословия, педагог, член комитетов ряда учреждений Санкт-Петербургской епархии, настоятель Исаакиевского собора.

## Биография
Сын дьякона, родился 7 (18) августа 1794 года. Учился в Петербургской духовной семинарии, откуда в 1814 году, до окончания полного курса, был переведён в Петербургскую духовную академию, которую в 1817 году окончил со степенью магистра; был определён при академии бакалавром богословских наук и .
В октябре 1819 года он был рукоположен в сан священника Александровской церкви при 2-м Кадетском корпусе. Был законоучителем в Дворянском полку, Кавалерийском эскадроне (до 1826) и Пажеском корпусе (с 19 января 1826 г. по 1 июля 1829 г.). 
С июня 1829 года служил в Скорбященской церкви за Литейным двором, а в 1837 году был  назначен в Смоленско-кладбищенскую церковь. С 29 декабря 1839 года по декабрь 1845 года исполнял обязанности ключаря Казанского собора; 22 октября 1846 года произведён в протоиереи, а с июля 1848 года временно исполнял должность настоятеля. 
С 1838 по 1841 гг. являлся членом Временного ревизионного комитета по проверке экономических отчетов семинарии и подведомственных ей училищ. Летом 1841 года Св. Синодом был определён в действительные члены Санкт-Петербургской духовной академии. С 1842 года он являлся членом Санкт-Петербургского комитета для цензуры духовных книг. По представлению епархиального начальства, указом Св. Синода 2 декабря 1842 года утверждён в звании члена Санкт-Петербургской духовной консистории.
Являлся ректором сперва Александро-Невского, потом Петропавловского духовных училищ; неоднократно производил ревизию духовных заведений и вообще был одним из ревностных деятелей по учебному Санкт-Петербургскому ведомству. Перемещён к Спасо-Сенновской церкви 4 августа 1848 года.
Начиная с 1850 года, на протяжении двух лет Окунев был членом комитета для рассмотрения программ логики, психологии и богословского курса, предложенных к преподаванию в высших учебных заведениях, подведомственных министерству народного просвещения.
Был назначен 12 февраля 1853 года благочинным Никольского морского собора и церквей Спасо-Сенновской, Вознесенской, Митрофаньевско-кладбищенской и 14-ти других храмов, состоящих при казённых заведениях. 5 июля 1853 года о. Андрей отпевал в Спасо-Сенновской церкви знаменитую юродивую Христа ради Анну Ивановну Лашкину (Лукашёву).
За «долговременное и отличное служение» 3 апреля 1854 года он был определён настоятелем и благочинным Воскресенского (Смольного) собора, а также церквей Общества благородных девиц и Вдовьего дома.
Был назначен 12 февраля 1857 года кафедральным протоиереем Петропавловского собора с возложением на него должностей настоятеля, благочинного и старшего члена Санкт-Петербургского епархиального попечительства о бедных духовного звания.
Был командирован 14 марта 1857 года в высочайше утвержденную Комиссию построения нового Исаакиевского собора. С 1 мая 1857 года стал ректором Санкт-Петербургского Петропавловского духовного уездного училища и занимал эту должность до марта 1859 года, в связи с назначением (с марта 1858 года) настоятелем и благочинным Исаакиевского собора.
В октябре 1858 года он был утверждён председателем комиссии о построении новой каменной во имя Преображения Господня Колтовской церкви.
Умер 22 декабря 1860 (3 января 1861) года. Похоронен на Смоленском православном кладбище.

## Награды
- бархатная фиолетовая скуфья «за отлично-усердную службу» (24.01.1829)
- бархатная фиолетовая камилавка (15.01.1833)
- синодальный золотой наперсный крест (06.05.1842)
- набедренник (08.11.1844)
- Св. Анны 2-й степени (04.06.1850)
- императорская корона к ордену Св. Анны (30.04.1855)
- бронзовый наперсный крест на Владимирской ленте в память Крымской войны 1853-1856 гг. (30.09.1856)
- орден Св. Владимира 3-й степени 14.04.1858)
- золотой с бриллиантами крест (30.05.1858), за «усиленное исполнение поручений по комиссии о построении Исаакиевского собора».